# حصار كرمان
حِصَارُ كَرمَان أو سُقُوط كَرمَان أو فَتحُ كَرمَان (بالفارسيَّة: محاصره کرمان، وبالأذريَّة القديمة: کرمان محاصراسی، وبالأذريَّة المُعاصرة: Kirman mühasirəsi، وبالكُرديَّة الكرمانجيَّة: Şerrî Kirman، وبالكُرديَّة السورانيَّة: شەڕی کرمان) هي التَّسميةُ التي تُشير إلى واحدةٍ من أهمِّ الأحداث في التَّاريخ الإيراني، وهو سُقُوط مدينة كرمان آخر عواصم الدولة الزنديَّة في يد القُوَّات القاجاريَّة بعد اشتداد حصارٍ دامَ عدَّة أشهُرٍ قادهُ الشَّاه آغا مُحمَّد خان القاجاري ضدَّ القُوَّات الزنديَّة بِقيادة لُطف علي شاه. دامَ الحِصار أربعة أشهُرٍ ابتداءً من المُحرَّم وحتَّى يوم 29 ربيع الأوَّل سنة 1209هـ وفق التقويم الهجري، المُوافق فيه 14 أيَّار (مايو) حتَّى 24 تشرين الأوَّل (أكتوبر) سنة 1794م وفق التَّقويم اليولياني، حينما انهارت دفاعات الزنديين ووقعت المدينة بيد القاجاريين.

## انظُر أيضًا
- محمد خان القاجاري
- لطف علي خان
- الدولة القاجارية
- الدولة الزندية